# Esquema prussiano
O esquema prussiano é o nome de uma tentativa relatada de 1786 do presidente do Congresso Continental Nathaniel Gorham, agindo em possível acordo com outras pessoas influentes no governo dos Estados Unidos, de estabelecer uma monarquia nos Estados Unidos sob o governo de Henrique da Prússia, um príncipe da Casa de Hohenzollern, possivelmente para resolver as crises políticas em curso que ocorreram durante os últimos dias dos Artigos da Confederação. A tentativa pode ter morrido devido à falta de interesse por parte de Henrique, oposição popular a uma proposta de rumores envolvendo um monarca em potencial diferente, a convocação da Convenção de Filadélfia, ou alguma combinação dos mesmos.

## Contexto

### Tendências monarquistas pós-revolucionárias

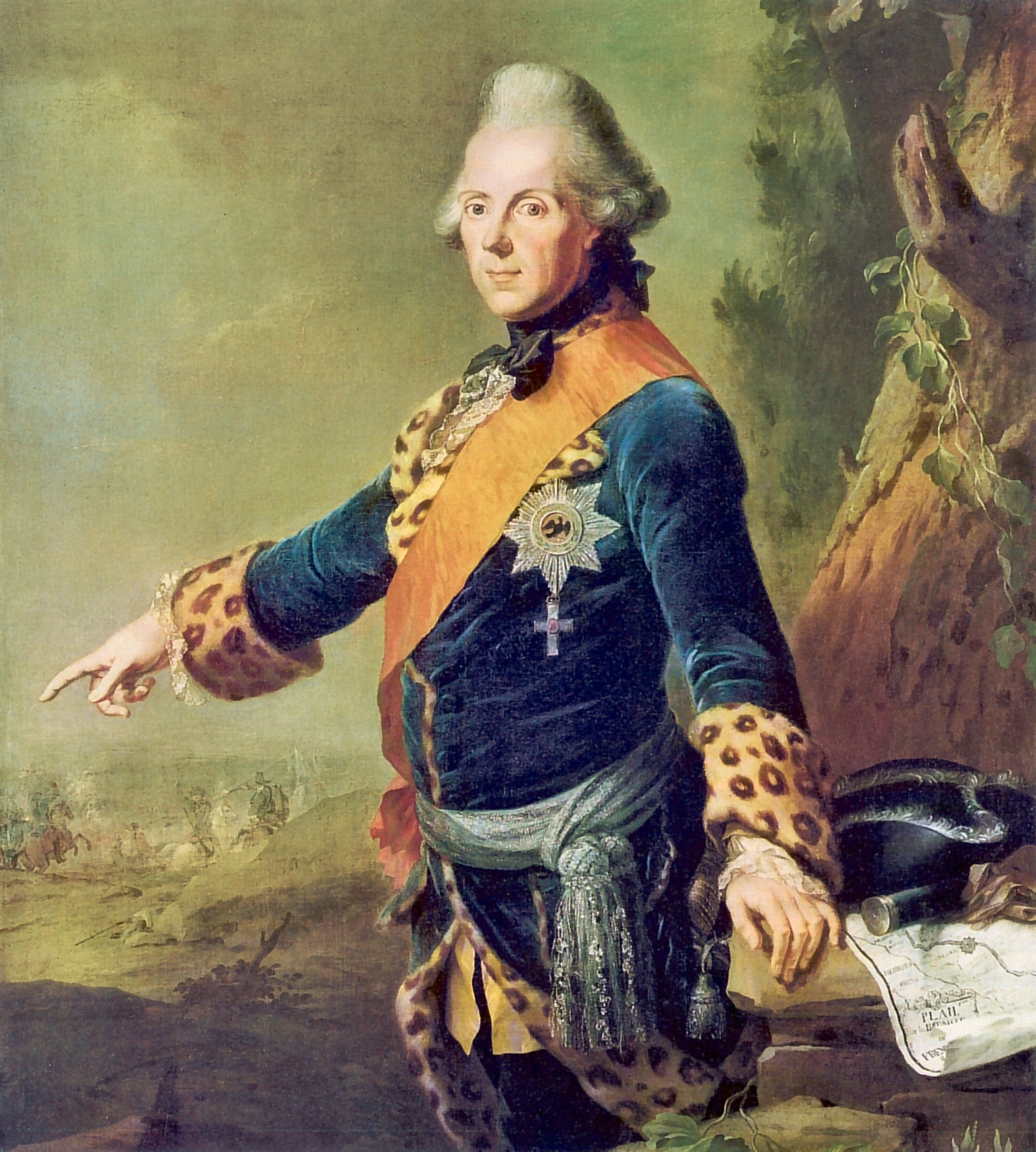
O príncipe Henrique da Prússia teria recebido a oferta do hipotético trono dos Estados Unidos

Os prolongados distúrbios criados pelas deficiências dos Artigos da Confederação como a constituição dos Estados Unidos, que culminou na Rebelião de Shays, supostamente deram origem a uma "classe de homens na comunidade que deu sérias apreensões aos defensores de uma forma republicana do governo". Antes e após a convocação da Convenção de Filadélfia em maio de 1787, rumores amplamente circulados relatavam que o conclave se reunia com o propósito de oferecer a entronização do príncipe Frederico, Duque de Iorque e Albany como rei dos Estados Unidos. Tão agudos eram os rumores que a convenção emitiu uma negação pública de que qualquer proposta para o restabelecimento da monarquia estava sendo considerada, a negativa sendo repetida posteriormente em uma carta enviada por Alexander Martin ao governador da Carolina do Norte.

### Atitudes americanas em relação à Prússia
A opinião pública americana da época geralmente considerava a Prússia com ternura. O irmão mais velho do príncipe Henrique, Frederico, o Grande, nutria um "ódio imenso" pela Grã-Bretanha por ter abandonado a Prússia perto do final da Guerra dos Sete Anos. Durante a Revolução Americana, ele havia fechado o território prussiano para a passagem do exército do Principado de Anhalt-Zerbst, um aliado britânico. Isso exigiu que forças militares da nação sem litoral fizessem uma jornada tortuosa para chegar a um porto marítimo para implantação na América do Norte, durante a qual quase metade das tropas de Anhalt-Zerbst desertou. Restrições semelhantes foram impostas às tropas de outros aliados britânicos que tentavam transitar para a América do Norte, incluindo os Principados de Bayreuth e Ansbach e o Condado de Hesse-Kassel.

## Proposta

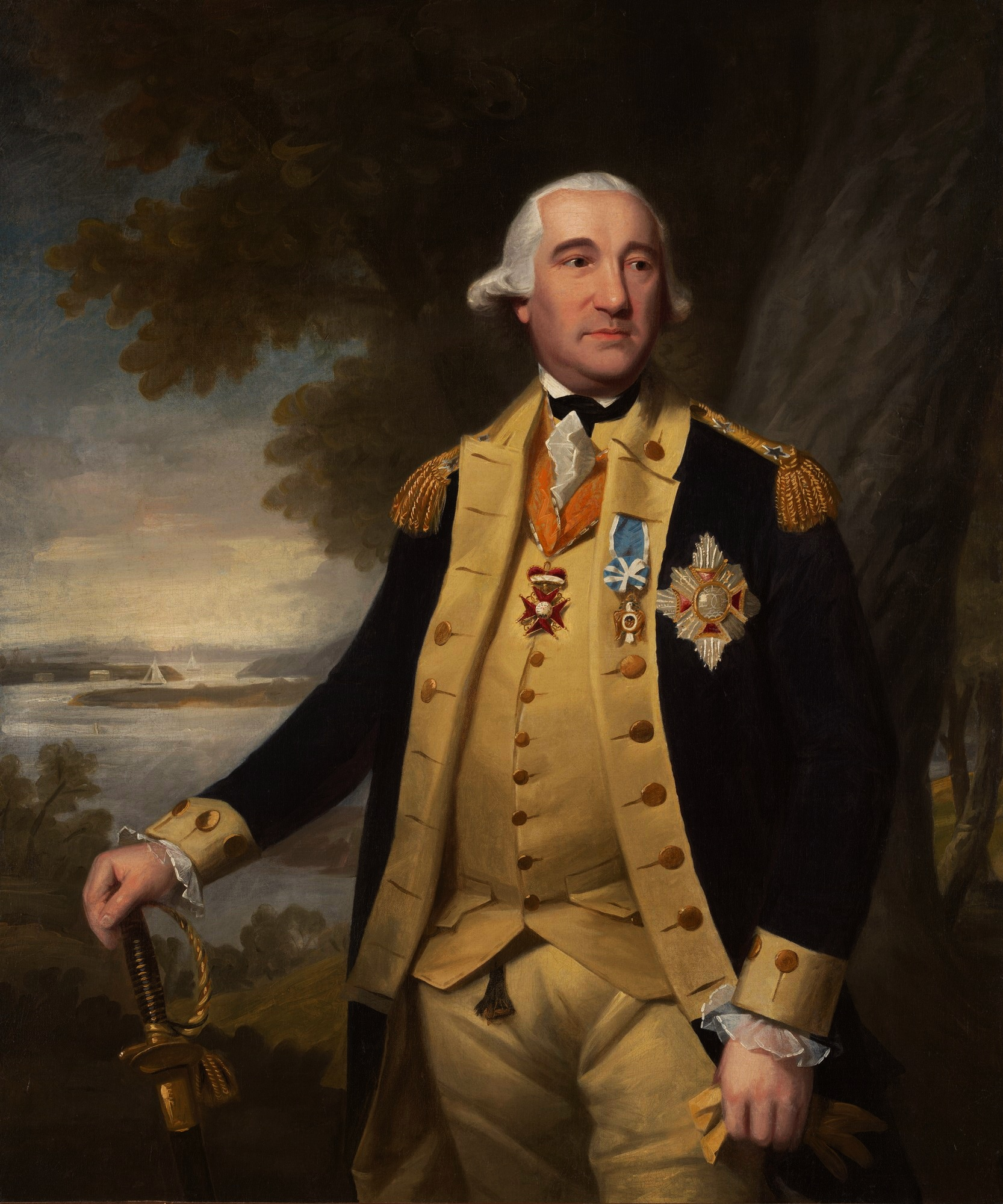
No início do século XX, foi descoberta uma carta de Henrique da Prússia ao general prussiano-americano Barão Von Steuben (na foto), aparentemente confirmando a veracidade da história do "esquema prussiano"

### Primeiras alegações
De acordo com Rufus King, mais ou menos na mesma época em que os rumores relativos ao Príncipe Frederico estavam circulando, Nathaniel Gorham correspondia secretamente ao Príncipe Henrique da Prússia oferecendo-se para criá-lo como monarca dos Estados Unidos. A versão popular da história mostra Henrique declinando devido ao fato de ele não acreditar que o público americano provavelmente se submeteria a um rei. Mais tarde referido como "o esquema prussiano", o relatório de Rufus King sobre a oferta de Gorham foi considerado por muito tempo apócrifo, embora James Monroe mais tarde confidenciou a Andrew Jackson que estava ciente de alguns membros do que se tornaria o Partido Federalista havia, quase duas décadas antes, "nutrido princípios hostis ao nosso sistema de governo".

### Possível confirmação
No início do século XX, uma carta não enviada de Henrique foi descoberta nos arquivos prussianos, endereçada ao Barão Friedrich Wilhelm von Steuben que, na época em que a carta foi escrita, vivia aposentado na cidade de Nova Iorque. A carta, supostamente datada de vários meses antes da Convenção de Filadélfia, refere-se a uma oferta que o príncipe recebeu substancialmente semelhante àquela detalhada na história original. Nele, Henrique relata que não está interessado em uma coroa americana, mas recomenda, em vez disso, que um candidato francês não identificado seja considerado para o cargo.

## Influência
Alguns atribuíram a cláusula do cidadão natural na constituição dos Estados Unidos como uma tentativa da Convenção de Filadélfia de acabar com a persistência de rumores de que a realeza europeia seria convidada a assumir um hipotético trono dos Estados Unidos.